# Pericallia aequata
Pericallia aequata är en fjärilsart som beskrevs av Walker 1864. Pericallia aequata ingår i släktet Pericallia och familjen björnspinnare. Inga underarter finns listade i Catalogue of Life.